# Gareth Edwards
Gareth Edwards (Nuneaton, Warwickshire, Regne Unit, 1 de juny de 1975) és un director de cinema britànic. És conegut per dirigir la pel·lícula de Monsters el 2010, el seu primer llargmetratge. Un dels seus últims grans treballs és Godzilla (2014).

## Filmografia

### Llargmetratges
- Monsters (2010) (escriptor i director)
- Godzilla (2014) (director)
- Rogue One: A Star Wars Story (2016) (director)
- The Creator (2023) (director)

### Televisió
- End Day (2008) (director i efectes visuals)

### Documentals
- In the Shadow of the Moon (2007) (efectes visuals)

### Curts
- Factory Farmed (2008) (escriptor, director, cinematogràfic i editor)

## Premis i nominacions

### Nominacions
- 2006: Primetime Emmy als efectes visuals especials per a sèrie per Perfect Disaster
- 2011: BAFTA al guionista, director o productor britànic debutant per Monsters